# 超級機器人大戰外傳 魔裝機神
《超級機器人大戰外传 魔裝機神》是一款由Winkysoft制作，萬普发行的角色扮演类游戏。游戏于1996年在超级任天堂发行。
与系列其他游戏不同的是，本游戏於戰鬥地圖中採用了45度视角。

## 概要
本作的時間背景設定在超級機器人大戰系列中的「DC戰爭」之前的時間段，以及在DC戰爭暫時告一段落後的時間點，中間有稍微敘述了DC戰爭的部分場景，並巧妙的避開了於系列作中登場的版權作品。
相較於單線化的第一章，第二章的分支路線眾多，有些路線還會因第一章的選擇作法不同而可以或無法進入，每個分支路線都有特定的結局存在。

### 重製版本
2010年，本作於任天堂DS上以「超級機器人大戰OG SAGA 魔裝機神THE LORD OF ELEMENTAL」之名發售。